# Julius Vegricht
Julius Vegricht (25. října 1905 nebo 1907 Praha, Rakousko-Uhersko – 11. října 1988  Praha, Československo) byl český filmový (a zčásti také televizní) kameraman, na počátku kariéry občas také účinkoval jako komparzista a filmový herec v několika menších rolích.

## Kariéra
Po dokončení školní docházky prošel několika zaměstnáními, které neměly s filmem nic společného. Nejprve film viděl jako možnost výdělku a příležitostně v něm pracoval jako komparzista. Od roku 1929 pracoval ve filmových laboratořích a v atelieru Na Kavalírce u Karla Lamače jako stálý zaměstnanec. Ale tento filmový ateliér v noci z 25. na 26. října 1929 vyhořel. Po požáru Kavalírky pracoval jako asistent kamery pro několik významných kameramanů té doby (Václav Vích, Jaroslav Blažek, Otto Heller a Jan Stallich). Mezitím si zahrál i dvě relativně větší role: fotbalového fanouška ve známém filmu Muži v offsidu z roku 1931 (režie Svatopluk Innemann) podle stejnojmenné knihy Karla Poláčka a vojína v melodramatu Písničkář z roku 1932 (režie opět Svatopluk Innemann, scénář částečně autobiografického filmu napsal a hudbu složil Karel Hašler).
S kameramanem Janem Stallichem spolupracoval také na britském životopisném snímku o skladateli Mozartovi Whom The Gods Love (1936, režie Basil Dean). Zkušenosti získané ve Velké Británii mu umožnily stát se samostatným kameramanem. V roce 1935 se spolu s Josefem Bulánkem podíleli jako kameramani na životopisném dramatickém filmu Milan Rastislav Štefánik (režie Jan Sviták). Do začátku druhé světové války byl kameramanem ještě několika, většinou spíše průměrných až podprůměrných snímků. Žánrově šlo o sentimentální melodramata nebo komedie. V rámci „filmů pro pamětníky“ je poměrně pravidelně reprízovaná komedie Jarčin profesor z roku 1937 (režie Čeněk Šlégl a Jiří Slavíček, Čeněk Šlégl se podílel i na scénáři).
Během Protektorátu natočil zhruba stejný počet filmů, některé z nich jsou stále hrané a oceňované, např. Městečko na dlani podle stejnojmenné románové prvotiny Jana Drdy (natočeno 1941, premiéra 1942), komedie Karel a já z roku 1942 (v hlavní roli Jindřich Plachta), poetická komedie Kluci na řece z roku 1944 (režie Václav Krška a Jiří Slavíček) a již po osvobození dokončený film Řeka čaruje z roku 1945 (režie opět Václav Krška, který se podílel také na scénáři).
Z filmů po druhé světové válce je umělecky nejhodnotnější a současně divácky oblíbená filmová adaptace stejnojmenného románu Karla Poláčka Hostinec „U kamenného stolu“ (1948, režie Josef Gruss, scénář Otakar Vávra a Vlastimil Rada), dále je vhodné zmínit např. film Ves v pohraničí (režie Jiří Krejčík). Kromě toho pracoval pro celou řadu dalších významných režisérů (Václav Kubásek: pseudonym Václav Smetana, Josef Mach, Václav Gajer, K. M. Walló, Bořivoj Zeman ad.). V roce 1968 (již v důchodu) se ještě podílel na krimi dramatu Muž na útěku, kde současně zajišťoval kameramanskou supervizi nad začínajícím režisérem Václavem Sklenářem a kameramanem Alexandrem (Sašou) Rašilovem (syn herce Saši Rašilova).
Spíše ojediněle spolupracoval také s Československou televizí. Pod režijním vedením Vladimíra Svitáčka a Jána Roháče (scénář Vladimír Dvořák,
Miroslav Horníček, Vladimír Svitáček a Ján Roháč) natočil v roce 1962 krátkou (20 minut) televizní komedii Žárlivost (hrají Miloš Kopecký, Miroslav Horníček a Jana Houkalová).
Byl rovněž kameramanem několika dokumentárních filmů, např. Nezapomenem ... na Desátý všesokolský slet v roce 1938, Středoškoláci: čtvrté středoškolské hry (1938), Praha, láska má (1939), Návrat presidenta dr. Edvarda Beneše do Prahy (1945), barevný dvoudílný dokument o XI. Všesokolském sletu Píseň O sletu I. a II. (1948), Jablonecké ozdoby (1960), Lidé za kamerou (1961: hraná dokumentární reportáž o filmové výrobě a především o studiu Barrandov) a také loutkový film Hračky plačky (1959).
Celkem v letech 1935 až 1968 jako kameraman natočil na čtyřicet hraných filmů, několik dokumentárních filmů a v několika filmech také hrál. Přes bohatou filmografii (na rozdíl od řady dalších filmařů) nikdy nedostal žádné státní či jiné vyznamenání. Ani od vlády první republiky, během Protektorátu nebo v poválečném období. Kameraman Julius Vegricht zemřel 11. října 1988 v Praze.

## Výběrová filmografie
V přehledu je uvedena zhruba polovina hraných filmů, na kterých se Julius Vegricht podílel jako kameraman, a většina ostatních filmů.

### Kameraman hraných filmů
- 1968:	Muž na útěku (kamera Julius Vegricht a Alexandr (Saša) Rašilov)
- 1964:	Zkáza Jeruzaléma (středometrážní komedie: námět, scénář a režie Karel Steklý podle vlastní povídky Prodavači stínů, hudba Karel Krautgartner)[21]
- 1962:	Žárlivost (TV film)
- 1960:	Tři tuny prachu (režie Oldřich Daněk)[22]
- 1958: Hořká láska (režie Josef Mach, scénář Josef Mach a Jan Procházka)[23]
- 1957:	Padělek (krimi drama, scénář Eduard Fiker podle vlastní divadelní hry)[24]
- 1954:	Botostroj (podle stejnojmenného románu T. Svatopluka)[25]
- 1951:	Akce B (zachycuje poválečný boj s tzv. Banderovci)[26]
- 1949:	Pan Novák (scénář a režie Bořivoj Zeman, hudba Václav Dobiáš, v hlavní roli Jindřich Plachta)[27]
- 1948: Hostinec „U kamenného stolu“ (předloha: Karel Poláček, scénář: Otakar Vávra a Vlastimil Rada, režie: Josef Gruss)
- 1948: Ves v pohraničí (režie Jiří Krejčík)
- 1945: Řeka čaruje (režie Václav Krška)
- 1944:	Kluci na řece (režie Václav Krška a Jiří Slavíček)
- 1944:	Prstýnek (režie Martin Frič, kamera Václav Hanuš a Julius Vegricht, hudba Eman Fiala)[28]
- 1942:	Karel a já (režie Miroslav Cikán, scénář Jarka Mottl a Miroslav Cikán, hudba Josef Stelibský, v hlavní roli Jindřich Plachta)
- 1942: Městečko na dlani (podle stejnojmenné románové prvotiny Jana Drdy)
- 1937:	Jarčin profesor (režie Čeněk Šlégl a Jiří Slavíček, scénář Čeněk Šlégl a Karel Feix, hudba Josef Stelibský)
- 1935: Milan Rastislav Štefánik (životopisné drama, režie Jan Sviták, kamera Jan Bulák a Julius Vegricht)

### Kameraman dokumentárních filmů
- 1961: Lidé za kamerou (hraná dokumentární reportáž o výrobě filmů a studiu Barrandov, scénář Jiří Brdečka a Eduard Hofman, který současně režisérem, komentář Karel Höger a Miroslav Horníček)[29]
- 1960: Jablonecké ozdoby
- 1948: Píseň o sletu I. a II (dvoudílný barevný dokument o XI. Všesokolského sletu v roce 1948)
- 1945: Návrat presidenta dr. Edvarda Beneše do Prahy
- 1939: Praha, láska má (režie Oldřich Kmínek, komentář básník Josef Hora)
- 1938: Nezapomenem ... na Desátý všesokolský slet v roce 1938[20]

### Kameraman loutkového filmu
- 1959: Hračky plačky[5]

### Herec
- 1932: Písničkář (role vojína, scénář a hudba Karel Hašler, režie Svatopluk Innemann)
- 1931: Muži v offsidu (role fotbalového fanouška, podle stejnojmenného románu Karla Poláčka, režie Svatopluk Innemann)[7]